# قندال‌لار
قندال‌لار (به لاتین: Qandallar) یک منطقه مسکونی در جمهوری آذربایجان است که در شهرستان تووز واقع شده است. قندال‌لار ۵۲۵ نفر جمعیت دارد.